# Cour de justice de l'Indochine
La Cour de justice de l'Indochine ("Corte di giustizia dell'Indocina") è stata una giurisdizione francese creata nell'indomani della Seconda guerra mondiale. Viene creata dalla legge dell'11 maggio 1946 sulla repressione degli atti di collaborazione e di indegnità nazionale per i territori che formano l'Unione indocinese. La legge del 1º marzo 1950 rimuove la Corte di giustizia dell'Indocina e trasferisce le sue competenze al Tribunale militare di Parigi e ai tribunali della Seine.

## Organizzazione
L'articolo 1 della legge determina la sede (Parigi) e la competenza territoriale, limitata ai territori che formano l'Unione indocinese. Definisce la competenza materiale della corte: giudica le violazioni delle leggi penali nei territori indocinesi quando "rivelano l'intenzione di promuovere le imprese della Germania, del Giappone e dei loro alleati, nonostante qualsiasi legge in vigore". I fatti si sono svolti tra il 16 giugno 1940 e la liberazione di questi territori. La corte è competente solo per i cittadini francesi.
L'articolo 3 stabilisce che i tribunali militari o civili ordinari sono competenti fino all'installazione della corte.
La sezione 5 determina la composizione della corte:
- un magistrato di primo grado della magistratura coloniale, presidente;
- quattro giurati (sono cittadini francesi, presenti in Francia metropolitana, ma che hanno vissuto almeno 1 anno in Indocina durante il periodo definito in art 1 e il loro elenco è determinato dal Ministro della Francia d'Oltremare);
- un commissario del governo (scelto tra i magistrati coloniali) per svolgere il ruolo della procura;
- un cancelliere di un tribunale coloniale di appello.